# Ghanim Oraibi
Ghanim Oraibi (arab. ‏غانم عريبي‎; ur. 16 sierpnia 1961 w Bagdadzie) – iracki piłkarz, reprezentant kraju.

## Kariera klubowa
Przygodę z futbolem rozpoczął w 1979 w Al-Amana. W latach 1982–1989 reprezentował barwy Al-Shabab. W 1989 powrócił do Al-Amana, gdzie w 1993 zakończył karierę piłkarską.

## Kariera reprezentacyjna
Po raz pierwszy w reprezentacji zagrał w 1985. W 1986 został powołany przez trenera Evaristo de Macedo na Mistrzostwa Świata 1986, gdzie reprezentacja Iraku odpadła w fazie grupowej. Uczestnik Igrzysk Olimpijskich 1988. W sumie w kadrze zagrał w 60 spotkaniach.